# Manuel Bernal de Huidobro
Manuel Bernal de Huidobro ( Frías, Provincia de Burgos 1699 - 1775) fue gobernador de las Provincias de Sonora y Sinaloa.
A la muerte del general Rezábal fue nombrado capitán interino del presidio de Sinaloa en septiembre de 1723, tomando en cuenta los servicios que había prestado al ejército en España. A propuesta del gobernador de la Nueva Vizcaya se le expidió despacho en propiedad para el citado cargo por el virrey Juan de Acuña marqués de Casafuerte, así como de gobernador de la Provincia de Sinaloa y jefe militar de las costas del Mar del Sur. Con motivo de la visita que practicó en 1725 el brigadier Pedro de Rivera a todos los presidios septentrionales en su informe consignó sobre Bernal de Huidobro los siguientes conceptos: "...Pasé al Presidio de Sinaloa en el que no encontré gran cosa digna de reparo, a causa de que el Capitán que lo comandaba y era Gobernador político de la Provincia, es tan íntegro en el desempeño de su comisión que no hubo cosa que corregirle en ella, sino el exceso en los precios de los géneros con que se aviaban los soldados; pero como éstos no excedían del corriente de aquella Provincia, no parecía grande el abuso, ni siendo dicho Capitán cómplice en el que había de los costos que por la cobranza del situado se les recargaba..." Tuvo a su cargo también la vigilancia de la visita anual a la región de la Sierra Tarahumara, la Tepehuana y la Tubariza, en jurisdicción del actual Estado de Chihuahua; sometió a los tubaris obligándolos a volver a sus pueblos y expedicionó hasta Opodepe con motivo de los excesos cometidos por los seris. Al instituirse la Gobernación de Sonora y Sinaloa por Real Cédula expedida el 14 de marzo de 1732, con las provincias citadas y las de Ostimuri, Culiacán y Rosario, fue designado primer gobernador y capitán general, habiendo tomado posesión en los primeros días de 1734. Antes de recibirse hizo un viaje expreso a Guadalajara y trajo cantidad considerable de papel sellado a fin de que se usara invariablemente en todas las actuaciones, cuando se concluyó; habilitó personalmente otra cantidad y dispuso que los jueces reales llevaran cuenta detallada de todo el que se consumía con objeto de evitar fugas al erario real; visitó todas las provincias de su mando, habiendo organizado las compañías de milicianos bajo el mando de jefes idóneos y responsables, procuró corregir abusos y anomalías e impuso el empleo de las pesas y medidas autorizadas por reales ordenanzas, eliminando las que no cubrían estos requisitos. Dispuso que en todos los pueblos de Misión los naturales se dedicaran a construir las casas indispensables para habitar con sus familias, durmieran en tepextles, asistieran a la doctrina los días señalados por los misioneros, sembraran oportunamente sus labores y se dedicaran a la crianza de ganados mayores y menores. También les impuso la obligación de ayudar a la carga y descarga de la balandra en el paso del río Yaqui, frente al pueblo de Huírivis; dio instrucciones para evitar quemazones en los campos, mandó construir una cárcel en el mineral de Baroyeca para asegurar a los criminales y sacó a los seris de sus guaridas y los mandó al interior a trabajar en los obrajes. Personalmente asumió el mando de las armas para combatir a las tribus rebeldes, llevó sus armas hasta la región de California y estuvo en contacto con los misioneros. Poco después pugnó con éstos en virtud de que trató de evitar su intromisión en asuntos netamente administrativos y los inculpó de haber soliviantado a los yaquis. También fue acusado por el abandono del mineral de baroyeca en 1740 adonde entraron los indios y cometieron numerosos excesos y pidieron su remoción del Gobierno que fue acordada a principios de 1741 en que lo substituyó Agustín de Vildósola.